# Sabirou Bassa-Djeri
Sabirou Bassa-Djeri (Sokodé, Togo; 17 de junio de 1987 – 14 de junio de 2025) fue un futbolista togolés que jugó en la posición de guardameta.

## Carrera

### Club
| Periodo   | Club              |
| --------- | ----------------- |
| 2007–2008 | Dahana Sokodé     |
| 2009–2010 | Tchaoudjo AC      |
| 2011–2013 | AC Semassi FC     |
| 2014      | Gbikinti FC       |
| 2014–2015 | Béké FC           |
| 2015–2017 | Gbikinti FC       |
| 2018–2020 | Cotonsport Garoua |
| 2020–2025 | Enyimba FC        |

### Selección nacional
Jugó para Togo en 15 ocasiones de 2017 a 2019.		

## Logros
- Primera División de Camerún (1): 2018
- Liga Premier de Nigeria (1): 2023